# Joan Varela Roca
Joan Varela Roca (Figueres, 14 de desembre de 1871 - 25 de setembre de 1924), fou un joier i polític figuerenc membre de la Unió Federal Nacionalista Republicana (UFNR).

## Biografia
De jove va aprendre l'ofici de joier i rellotger, i, amb només 22 anys, va fundar el seu primer taller-botiga a la pujada del Castell de Figueres, poc després traslladà el seu negoci al número 5 del carrer Peralada. Fou un catalanista convençut, membre de l'Associació Protectora de l'Ensenyança Catalana, del Casino Menestral de Figueres i subsecretari de la Societat Coral Erato.
Afiliat a la UFNR, entitat que pretenia la unificació de nacionalistes, federals i republicans en un únic partit republicà català, arribà a ser vicepresident de la junta del centre de la Unió Federal, càrrec que va mantenir fins que formà part de la candidatura d'esquerres a les eleccions municipals de 1920, candidatura que guanyà les eleccions, i així, es va convertir en regidor de la corporació municipal encapçalada per l'alcalde Vicens Ros.
Dos anys després, repeteix candidatura i torna a sortir regidor en una corporació municipal que torna a presidir Vicens Ros. Aquest mandat s'estroncà amb el cop d'Estat de Primo de Rivera que cessà tots els regidors dels ajuntaments del país.
Gairebé un any després, el 25 de setembre de 1924, Varela Roca mor en plena dictadura, motiu pel qual, la seva defunció va passar gairebé desapercebuda a la premsa local.